# Ptychodiscales
Ptychodiscales es un orden de organismos unicelulares de la superclase Dinoflagellata, clase Dinophyceae. Comprenden tres géneros en dos familias.

## Brachydiniaceae
Familia de organismos unicelulares del orden de los Ptychodiscales de la superclase Dinoflagellata, clase Dinophyceae.
Géneros Asterodinium
Brachydinium

## Ptychodiscaceae
Familia de organismos unicelulares del orden de los Ptychodiscales de la división Dinophyta, clase Dinophyceae.
Género Ptychodiscus